# На родной земле
На родной земле (англ. On Home Ground) — ирландский спортивно-драматический телесериал. Премьера первого эпизода состоялась 4 ноября 2001 года.

## Сюжет
История рассказывает о спортивном клубе GAA в вымышленном ирландском городке. 

## В ролях
- Эми Хуберман[англ.] — Дайан Коллинз
- Рори Кинан[англ.] — Кевин Кинг
- Шон Макгинли[англ.] — Фергал Коллинз
- Дара О’Мэлли — Барри Кинг
- Джонатан Бирн — Брендан Руан
- Фрэнк Лаверти — Тони О'Киф
- Орла Чартон — Энн Мэри Коллинз
- Гэри Лидон — Катал О'Коннор
- Ронан Вилморт — Уилли Секстон
- Доминик Макеллиготт — Кора Коллинз

## Награды и номинации
| Премия/Фестиваль                                | Категория                  | Номинант (ы) | Результат | Примечания |
| ----------------------------------------------- | -------------------------- | ------------ | --------- | ---------- |
| Премия «Ирландской академии кино и телевидения» | Лучшая телевизионная драма | N/A          | Номинация | [ 4 ]      |
| Премия «Ирландской академии кино и телевидения» | Лучшая музыка              | Ниалл Бирн   | Номинация | [ 4 ]      |